# Geoff Arnold
Geoffrey Graham Arnold (* 3. September 1944 in Earlsfield, Vereinigtes Königreich) ist ein ehemaliger englischer Cricketspieler, der zwischen 1967 und 1975 für die englische Nationalmannschaft spielte.

## Aktive Karriere
Arnold gab sein First-Class-Debüt für Surrey in der Saison 1963. Sein Debüt in der Nationalmannschaft folgte in der Saison 1967 gegen Pakistan. Dabei gelangen ihm im ersten Test drei Wickets (3/35), bevor er im zweiten ein Fifty als Batter (59 Runs) und ein Five-for (5/58) als Bowler erreichte. Es sollte zwei Jahre dauern, bis er seinen nächsten Einsatz im Nationalteam bekam, doch konnte er gegen Neuseeland nicht herausragen. So etablierte er sich erst ab der Saison 1972 als Bowler im Team. Gegen Australien erreichte er im ersten Test vier (4/62) und im fünften Spiel der Serie drei Wickets (3/87). Auch gab er sein ODI-Debüt und spielte im dritten Spiel der Serie mit 4 Wickets für 27 Runs eine wichtige Rolle beim Seriensieg. Daraufhin wurde er im Winter auf seine erste Überseetour nach Indien mitgenommen. Hier gelang es ihm im ersten Test Indien bei bewölkten Bedingungen unter Druck zu setzen und erreichte so insgesamt neun Wickets (6/45 & 3/46). In zwei weiteren Tests der Serie konnte er dann je drei Wickets (3/34 und 3/64) erzielen. Bei der sich daran anschließenden Tour in Pakistan konnte er nicht herausragen.
Der Sommer 1973 begann mit einer Tour gegen Neuseeland. Hier konnte er im ersten Test zusammen mit seinem Bowling Partner John Snow das neuseeländische Team dominieren und er erzielte dabei im zweiten Innings 5 Wickets für 131 Runs. Im dritten Spiel der Serie zeigte er erneut, dass er einer der besten Seam-Bowler seiner Zeit war, als er mit insgesamt acht Wickets den Innings-Sieg sicherstellte (3/62 & 5/27). Im ersten ODI konnte er dann noch ein Mal drei Wickets (3/28) beisteuern. Es folgte eine Tour gegen die West Indies, wo er im ersten Test erneut acht Wickets (5/113 & 3/49) erzielen konnte. Doch war er der einzige englische Bowler der überzeugen konnte und so ging das Spiel verloren. Im zweiten Test der Serie in Birmingham steuerte er sieben Wickets bei (3/74 & 4/43) und das Spiel endete im Remis. Im weiteren Verlauf des Sommers konnte er dann nicht mehr herausragen. Auch verblieb seine Leistung beim Gegenbesuch in den West Indies im folgenden Winter eher schwach. 
In der Saison 1974 kam Indien nach England. Seinen ersten Einsatz hatte er im zweiten Test und nachdem England im ersten Innings einen hohen Vorsprung erreichte, musste Indien ins Follow-on. Hier gelang es Arnold zusammen mit Chris Old Indien bei 42 Runs zu begrenzen, wobei er selbst vier Wickets (4/19) beisteuerte. Im abschließenden Test folgten dann noch ein Mal drei Wickets (3/43). In der folgenden Test-Serie gegen Pakistan folgten insgesamt sechs Wickets (3/67 & 3/36). Im Winter reiste das Team für die Ashes nach Australien, wobei ihm im vierten Test fünf Wickets (5/86) gelangen. Doch sollte es bis zum sechsten Test, wo ihm drei Wickets (3/83) gelangen, dauern, bis England einen Sieg erreichen konnte. Auch in der folgenden Tour in Neuseeland gelangen ihm drei Wickets (3/80) im zweiten Test. Im Sommer fand dann der erste Cricket World Cup in England statt. Dort erzielte er bei seinen drei Einsätzen je ein Wicket. Kurz darauf erzielte er bei seinem letzten Einsatz im Nationalteam, im ersten Test gegen Australien noch ein Mal drei Wickets (3/91). In der Folge wurde er aus dem Kader gestrichen und spielte weiter in der County Championship. Nach einer Saison in Südafrika für Orange Free State, wechselte er zu Sussex, wo er 1982 seine Karriere beendete.

## Nach der aktiven Karriere
Auch nach seinem Karriereende blieb er dem Cricket verbunden. Er arbeite für mehrere Counties in England als Bowling-Coach und tat dieses auch gelegentlich für die englische Nationalmannschaft.